# Peine de mort en Corée du Nord
La peine de mort en Corée du Nord est une sanction légale et appliquée dans le pays. Cette peine s'applique pour de nombreux délits, tels que le vol, le meurtre, le viol, le trafic de drogue, la trahison, l'espionnage, le manque de respect envers le système politique, la défection du pays, la piraterie, la consommation de médias non approuvés par le gouvernement  et prosélytisme de croyances religieuses qui contredisent l'idéologie du Juche.
En raison du manque de communication du gouvernement nord-coréen, les principales informations proviennent de sources anonymes, de récits de transfuges (parents des victimes et anciens membres du gouvernement) et de reportages de Radio Free Asia, une radio financée par le gouvernement américain qui opère en Asie de l’Est.
Le pays procéderait à des exécutions publiques, ce qui, si cela est vrai, fait de la Corée du Nord l'un des quatre derniers pays à procéder encore à ce type d'exécution, les trois autres étant l'Iran, l'Arabie saoudite et la Somalie,. Cependant, certains transfuges affirment le contraire.

## Exécutions signalées
La base de données sur les droits humains nord-coréens (en), dans une étude de 2009 décompte 1 193 exécutions en Corée du Nord entre les années 1950 et 2009. Amnesty International évoque le chiffre de 105 exécutions entre 2007 et 2012. Le magazine Foreign Policy estime qu’il y a eu 60 exécutions en 2010. En octobre 2001, le gouvernement nord-coréen déclare au comité des droits de l'homme de l'organisation des Nations Unies que 13 exécutions ont eu lieu depuis 1998 et qu'aucune exécution publique n'a eu lieu depuis 1992.
Le 13 décembre 2013, les médias d'État nord-coréens annoncent l'exécution de Jang Sung-taek, l'oncle par alliance du dirigeant nord-coréen Kim Jong Un. Le service national de renseignement sud-coréen estime que deux des plus proches collaborateurs de Kim Jong Un, Lee Yong-ha et Jang Soo-keel, ont été exécutés à la mi-novembre.
En 2014, le Conseil des droits de l'homme des Nations Unies crée une commission d'enquête sur les droits de l'homme en Corée du Nord, chargée d'enquêter et de documenter les cas présumés d'exécutions effectuées avec ou sans procès, publiquement ou non. Cette commission affirme que ces actes systématiques, s'ils sont avérés, pourraient être qualifiés de crimes contre l'humanité.

## Exécutions publiques
La Corée du Nord aurait repris les exécutions publiques en octobre 2007, après une accalmie dans les années 2000. Parmi les criminels présumés exécutés figurent des fonctionnaires reconnus coupables de trafic de drogue et de détournement de fonds. Des criminels de droit commun reconnus coupables de crimes tels que meurtre, vol qualifié, viol, trafic de drogue, contrebande, piraterie, vandalisme, etc. auraient également été exécutés, la plupart du temps par un peloton d'exécution. Le pays ne publie pas de statistiques nationales sur la criminalité.
En 2012, la Corée du Nord serait l'un des quatre derniers pays à procéder à des exécutions publiques, les trois autres étant l'Iran, l'Arabie saoudite et la Somalie,.Cependant, selon des transfuges interrogés par The Diplomat en 2014, aucune exécution publique ne serait effectuée dans le pays, du moins à Hyesan depuis les années 2000.
En octobre 2007, un chef d'usine de la province de Pyongan du Sud, reconnu coupable d'avoir passé des appels téléphoniques internationaux à partir de 13 téléphones qu'il avait installés dans le sous-sol de son usine, aurait été exécuté par un peloton d'exécution devant une foule de 150 000 personnes dans un stade, selon un rapport de l'Agence humanitaire sud-coréenne Good Friends,. Good Friends affirme également que 6 personnes ont également été tuées au cours de l'exécution alors que les spectateurs partaient. En 2008, il est également rapporté que 15 personnes auraient été exécutées publiquement après avoir franchi la frontière chinoise.
En 2007, un comité de l'Assemblée générale de l'ONU adopte une résolution, co-parrainé par plus de 50 pays, exprimant « de très sérieuses inquiétudes » face aux informations faisant état de violations généralisées des droits de l'homme en Corée du Nord, y compris d'exécutions publiques. La Corée du Nord condamne la résolution, la jugeant inexacte et biaisée. Le rapport est envoyé à l'Assemblée générale, alors composée de 192 membres, pour un vote final,.
En 2011, 2 personnes auraient été exécutées devant 500 personnes pour avoir envoyé des tracts de propagande de l'autre côté de la frontière sud-coréenne, dans le cadre d'une campagne de propagande organisée par Kim Jong Il.
En juin 2019, une ONG sud-coréenne publie un rapport suggérant que 318 sites en Corée du Nord seraient utilisés par le gouvernement pour des exécutions publiques. Selon l'ONG, des exécutions publiques auraient lieu à proximité des rivières, des champs, des marchés, des écoles et des terrains de sport. Le rapport affirme que les membres des familles et les enfants des personnes condamnées à mort seraient forcés d'assister à l'exécution.

## Peine de mort dans les camps de prisonniers
Amnesty International affirme que la torture et les exécutions sont répandues dans les prisons politiques de Corée du Nord. Des témoignages décrivent des exécutions publiques dans les prisons nord-coréennes par fusillade, décapitation ou pendaison. Les exécutions seraient utilisées comme moyen de dissuasion, souvent accompagnées de torture.

## Voir également
- Droits de l'homme en Corée du Nord
- Prisons en Corée du Nord